# Katzelsdorf (Gemeinde Bernhardsthal)
Katzelsdorf ist ein Straßendorf im nordöstlichen Weinviertel in Niederösterreich zwischen Reintal und Schrattenberg nahe der Staatsgrenze zu Tschechien. Der Ort ist eine Katastralgemeinde von Bernhardsthal (Bezirk Mistelbach).

## Geografie
Katzelsdorf liegt auf 203 m an einer nach Nordwesten abzweigenden Nebenstraße der von Wilfersdorf nach Břeclav führenden Lundenburger Straße (B 47). Der Ort umfasst eine Fläche von 12,59 km² inmitten einer sanften Hügel- und Teichlandschaft. Vom zentralen, dreieckigen Platz gehen die überwiegend geschlossen verbaute, ansteigende Hauptstraße des Ortes und die Nebengassen ab. Zahlreiche Presshäuser, Äcker, Weingärten und Akazienwälder prägen das Ortsbild. Auf einer Anhöhe im Nordosten steht die weithin sichtbare Pfarrkirche. Im Südwesten befinden sich zwei Teiche, der kleinere Gemeindeteich und der große Teich mit dem Mühlbach als Zufluss. Am nördlichen Ortsrand erhebt sich der Marterberg.

## Geschichte
Katzelsdorf wurde 1050 erstmals urkundlich erwähnt, 1393 sind Ankäufe Johann I., Herr zu Nikolsburg und Feldsberg in „Kätzelsdorf“ dokumentiert. 1683 wurde Katzelsdorf zur eigenen Pfarre, nachdem es vorher Teil der Pfarre Feldsberg (Valtice) gewesen war.
Nahe dem Katzelsdorfer Wald, am Weg zwischen Feldsberg und Katzelsdorf, wurde zu Beginn des 19. Jahrhunderts durch Johann II. von Liechtenstein das Jagdschloss Katzelsdorf erbaut, das in der Zeit des Kalten Krieges beim Bau des Eisernen Vorhanges in den 1950er Jahren weggerissen wurde. Bis zur Aufhebung der Patrimonialherrschaften blieb das Dorf der Herrschaft Feldsberg untertänig.
1864 gingen bei einem großen Brand 108 Gebäude in Flammen auf, und 1869 wurden 21 Häuser vom Feuer zerstört. Im gleichen Jahr wurden bei Unwettern Felder und Scheunen überschwemmt, Ernten zerstört und Vieh getötet.
Nach dem Vertrag von Saint Germain nach dem Ersten Weltkrieg fielen Teile der Gemeinde, insbesondere der Katzelsdorfer Wald an die Tschechoslowakei, obwohl die Gemeinde wie die Nachbargemeinde Feldsberg immer zu Niederösterreich gehört hatte.
1927 wurde das Gasthaus neu gebaut, die Ortsstraße gepflastert und der Feldweg nach Schrattenberg zur Straße hin befestigt. 1949 wurde Katzelsdorf mit elektrischem Strom versorgt.
1971 wurden die Gemeinden Bernhardsthal, Katzelsdorf und Reintal zur Großgemeinde Bernhardsthal zusammengeschlossen.
Am 21. Dezember 2007 wurde durch das Schengener Abkommen die Grenze zu Tschechien geöffnet und der Grenzbalken, der die seit 1918 bestehende Grenze zur Tschechoslowakei markiert hatte und nach 1945 Teil des hermetisch abgeriegelten Eisernen Vorhangs war, entfernt. Die Grenze zu Tschechien kann seither an jeder Stelle ohne Grenzkontrolle überschritten werden.

## Politik
Katzelsdorf ist mit drei Vertretern (2 ÖVP, 1 SPÖ) im Gemeinderat von Bernhardsthal vertreten. Ortsvorsteher ist Johann Kreutzer, gleichzeitig Vizebürgermeister von Bernhardsthal.

## Kultur und Sehenswürdigkeiten

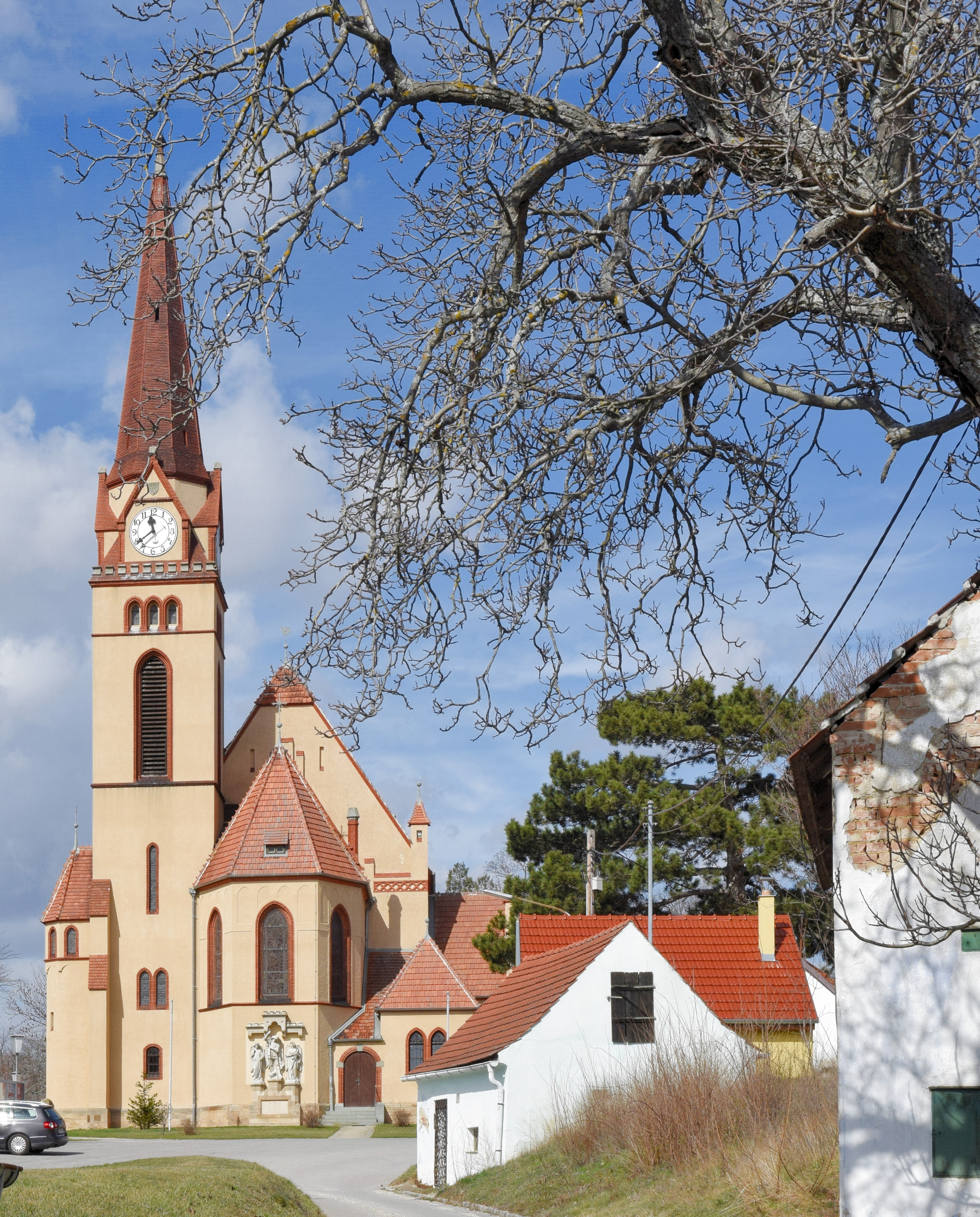
Pfarrkirche Katzelsdorf

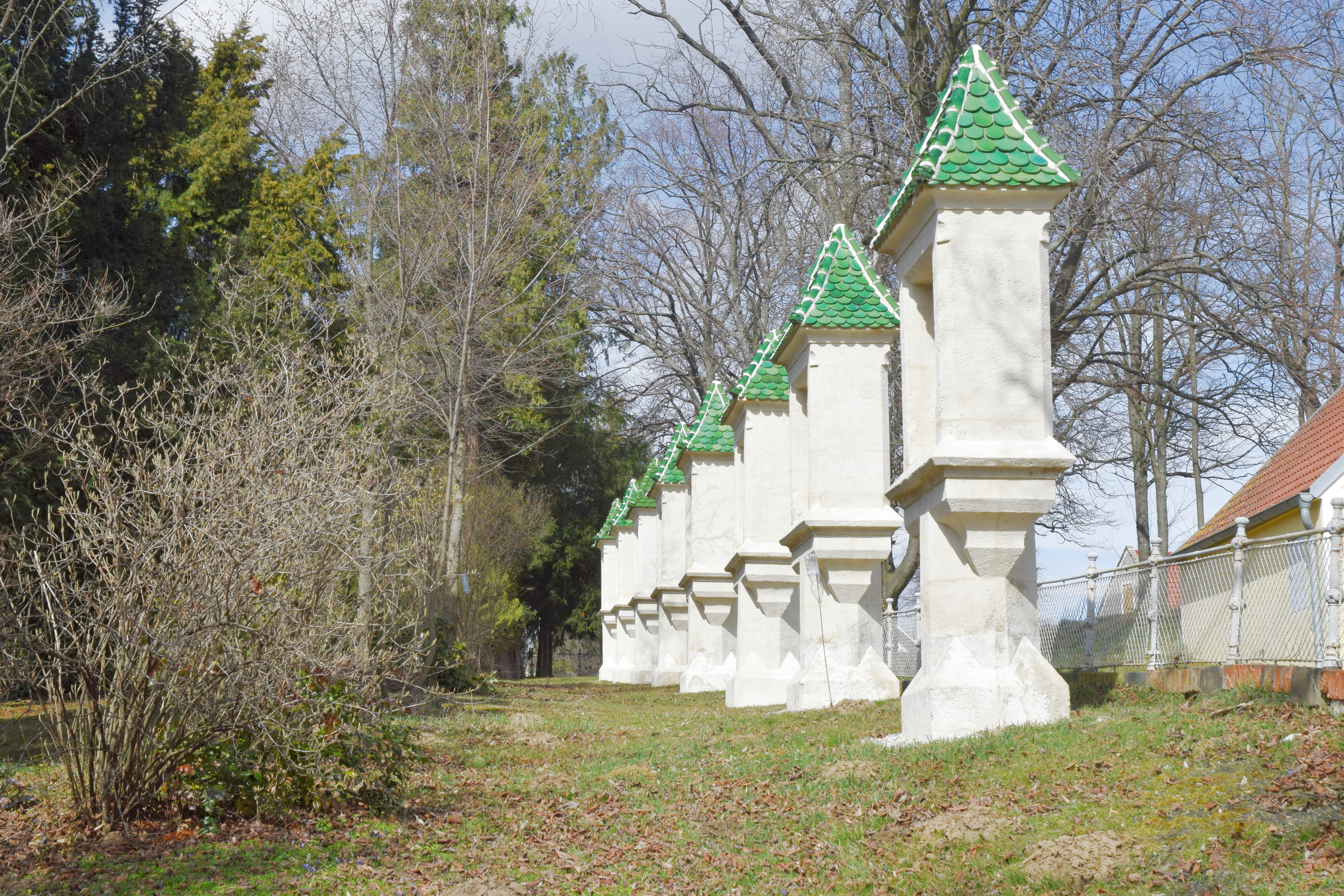
Rosenkranzpark Katzelsdorf

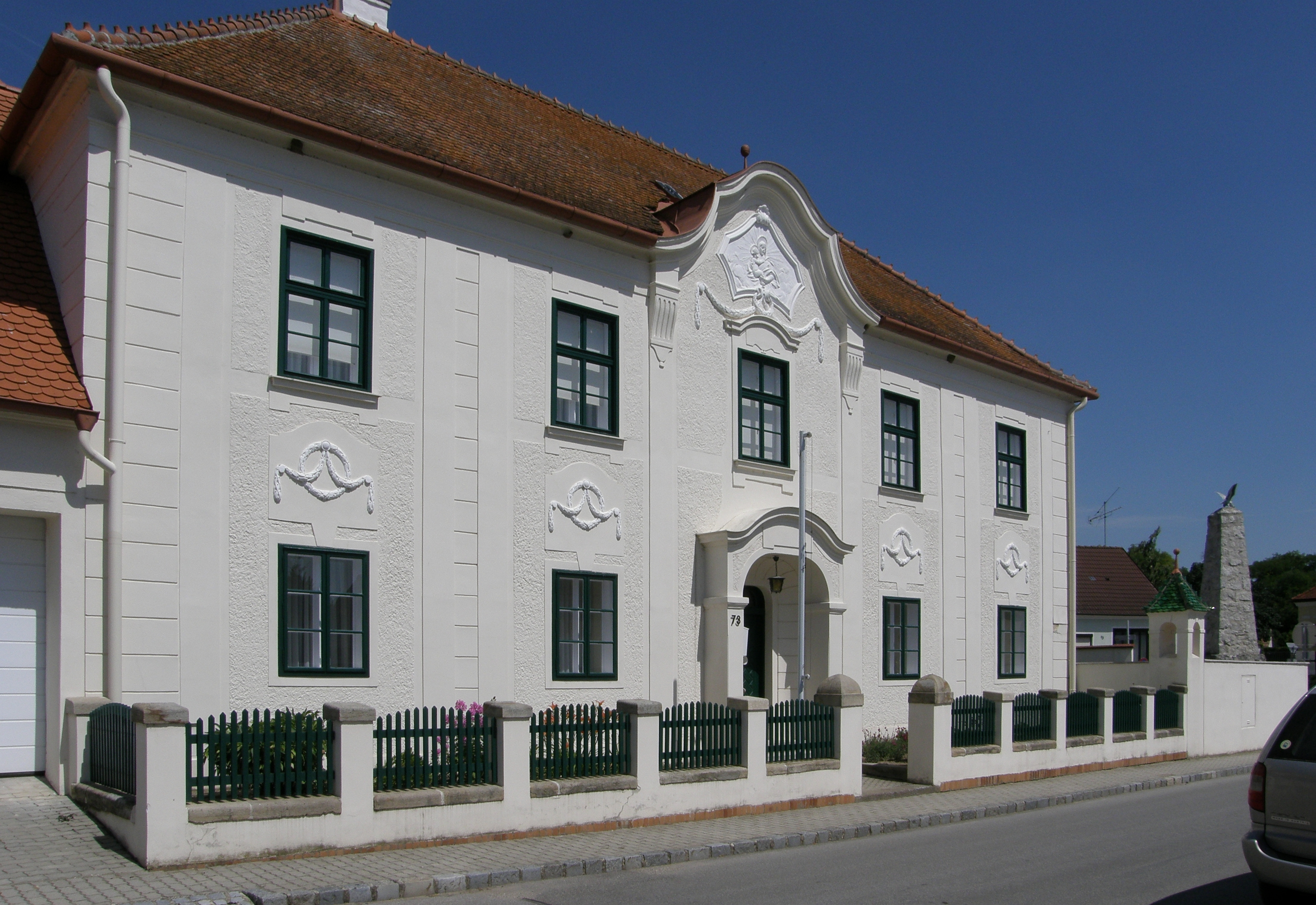
Pfarrhof Katzelsdorf

→ Siehe auch: Liste der denkmalgeschützten Objekte in Bernhardsthal
- Katholische Pfarrkirche Katzelsdorf bei Bernhardsthal hl. Bartholomäus: Der auf dem Kirchhügel im Nordosten des Ortes gelegene späthistoristische Backsteinbau wurde 1905 bis 1908 anlässlich des 50-jährigen Regierungsjubiläums von Fürst Johann II. von Liechtenstein durch Architekt Karl Weinbrenner in neoromanischem und neugotischem Stil unter Ablösung von Presshäusern und Gartenflächen erbaut. Die Kirche besteht aus einem hohen, einschiffigen und vierjochigen Langhaus mit tonnengewölbten Seitenkapellen, einem niedrigen Querschiff, einem polygonalen Chor und einer Orgelempore. Der 47 m hohe quadratische Turm mit angebautem Treppenturm im südlichen Chorwinkel ist mit spitzbogigen Schallfenstern versehen und trägt einen Spitzhelm. Der steinerne Hochaltar wurde 1971 vergoldet. An der Kanzel befinden sich Reliefs der Evangelistensymbole. Am Chor befindet sich ein um 1920 entstandenes Kriegerdenkmal. Im Osten der Kirche schließt sich ein ummauerter Friedhof an. Ein mehrläufiger Treppenaufgang führt vom Ort zur Kirche hinauf. 1978 wurde der Platz um die Kirche gepflastert, 1989 wurden die Blitzschutzanlage erneuert und die Blechteile des Kirchendachs gestrichen. 1991 wurde das Glockengeläute elektrifiziert. 1991 bis 1992 fand eine Innenrenovierung, 2008 die Außensanierung der Kirche statt.
- Rosenkranzpark Katzelsdorf: Die Anlage wurde 1888 nach den Plänen des Architekten Karl Weinbrenner errichtet.
- Pfarrhof: Der in der Ortsmitte gelegene Pfarrhof stammt aus dem späten 18. Jahrhundert. Das zweigeschoßige, kubische Gebäude wurde Ende des 19. Jahrhunderts von Karl Weinbrenner umgebaut und 1968 bis 1970 renoviert. In den Jahren 2006/2007 wurde der Pfarrhof unter Anleitung des Denkmalamtes generalsaniert.

## Freizeit und Tourismus
Katzelsdorf liegt am grenzüberschreitenden Themenradweg Liechtensteinroute (Nr. 914), dessen Name auf das Geschlecht der Liechtensteiner zurückgeht. Die Route verbindet die Schlösser der Liechtensteiner in Österreich und Südmähren und quert in Tschechien das als Weltkultur- und Weltnaturerbe der UNESCO eingetragene Parkareal von Valtice/Feldsberg und Lednice/Eisgrub. Die grenzüberschreitende Strecke beträgt 98 km, die österreichische Schleife 60 km.

## Wirtschaft und Infrastruktur
Neben dem Ackerbau stellt der Weinbau eine wichtige Einnahmequelle dar. Es werden vor allem der für die Gegend typische Grüne Veltliner sowie Welschriesling und Weißburgunder und die Rotweinsorten Blauer Portugieser und Blauburger angebaut.

## Vereine
- 18er Club (Steyr-Traktoren) (gegründet 1998)
- Verschönerungsverein Katzelsdorf (seit ?)
- Jugend Katzelsdorf (seit ?)
- Kultur Kreativ (gegründet 2003)
- Weinbauverein Katzelsdorf (seit ?)
- Sparverein Katzelsdorf (seit ?, ca 20 Jahre)

## Sport
- Dart-Club Katzelsdorf (seit ?)
- Tennisverein Katzelsdorf (gegründet 1991)

## Öffentliche Einrichtungen
- Gemeindeamt (1896 im alten Schulgebäude auf No. 120, 1974 im neuen Schulgebäude auf No. 102, 1991 - 93 Neubau des Amtsgebäudes)
- Freiwillige Feuerwehr Katzelsdorf (gegründet 1889)
- Feuerwehrschauraum „Anton Pump“ beim Gemeindeteich (eröffnet 2007)

## Persönlichkeiten
Ehrenbürger der Gemeinde
- Karl Weinbrenner (1856–1942), Architekt, anlässlich der Einweihung der neuen Pfarrkirche am 27. September 1908.
- Anton Krejčiř, erzbischöflicher Rat, Jubilarpriester und Pfarrer
- Ökonomierat Josef Böhm, Bürgermeister 1924–1938
- Oberschulrat Volksschuldirektor Peter Hirtl, Bürgermeister 1965–1971